# 蒂莫西·布利斯
蒂莫西·维维安·佩勒姆·布利斯（Timothy Vivian Pelham Bliss，1940年7月27日—）是一位英国神经学家。1968至2006年在国家医学研究所工作，任神经科学主管。他还是伦敦大学学院访问教授。布利斯是费尔德堡基金会董事会成员，2004年至2009年是约翰·索恩爵士博物馆的受托人。其最出名的工作是与泰耶·勒莫一起发现长期性增强作用。